# Olifantsdrift
Olifantsdrift is een plaats in de regio Kgatleng in Botswana, zo'n 85 kilometer ten zuidoosten van Mochudi, tegen de grens met Zuid-Afrika. De plaats had in 2001 een inwoneraantal van 758. In 2011 was dit gestegen tot 925 inwoners.